# Il nuovo corso
Il nuovo corso è un romanzo di Mario Pomilio, pubblicato nel 1959 e appartenente al genere fantapolitico distopico.
Il libro ha vinto il Premio Napoli 1959:(ex aequo con Una vampata di rossore di Domenico Rea);
Nel 1961 è apparsa l'edizione inglese The new line, pubblicata da Harper a New York.

## Trama
La vicenda si svolge in una città volutamente senza nome e occupa il 5 ottobre di un anno imprecisato.
Nella città, uno dei più mattinieri è l'edicolante Basilio, che ogni mattina riceve un pacco di giornali da mettere in vendita. Si tratta dell'unico giornale ammesso dalle autorità, intitolato La verità. Basilio dispone in bell'ordine le copie nella sua edicola di legno decorata di tante testate della Verità, poi si accinge a leggere. L'annuncio a caratteri cubitali della prima pagina proclama l'avvento della libertà e di un Nuovo Corso, contraddistinto dal dissolversi dell'unico partito al potere, nonché del Governo. Non sapendo che quel pacco di copie è stato realizzato per scopi superiori e che il contenuto è assolutamente unico per la sua città, ma non ha riscontro nel resto del Paese, Basilio si esalta all'idea del nuovo corso e accoglie i clienti con grandi discorsi. Eppure tutti si mostrano diffidenti, non condividono l'entusiasmo dell'edicolante e anzi hanno palesemente paura.
Quando ormai la giornata si è avviata e quasi tutti sono a lavorare, c'è una manifestazione spontanea, proveniente da vari nuclei, che inneggia al Partito: Basilio vi incappa e, stupefatto, si fa consegnare un cartello dove scrive (sulle parole "Viva il Partito": "abbasso il partito e Viva la libertà". Quindi si mette in marcia con il suo cartello e,dopo un attimo di stupore, anche le altre persone gettano i cartelli e sposano la causa della libertà, seguendo Basilio. Un'aria di festa, anzi di ebbrezza, si impadronisce di tutti, così i membri cittadini del Partito e i burocrati si immergono nella folla e disertano i loro uffici.
Solo in una fabbrica nessuno aveva ancora capito il nuovo andamento, ma l'operaio n. 35, pone ai compagni di lavoro la domanda se sono d'accordo di essere liberi di sapere cosa producono, visto che ciascuno ha un pezzo di un macchinario di cui ignora tutto. Ma anche il responsabile della catena di montaggio, che chiude i pezzi pronti e li immatricola, non sa di che si tratti, perciò mostra agli operai il risultato del lavoro di tutti e poi ognuno va a festeggiare con la popolazione.
Dal canto suo, il direttore della clinica dichiara che è libero di non lavorare quel giorno e pianta in asso l'intero personale, andando a cacciarsi nella sua piccola abitazione all'interno del parco del nosocomio. Il primario da anni conduce in segreto esperimenti su cavie per comprendere l'ordine e la subordinazione. Gli esperimenti sono riusciti, ma per arrivare alla sperimentazione sull'uomo, lo scienziato sceglie se stesso e si inietta il siero dell'obbedienza, mentre è in compagnia del suo cane. Arriva a sentirsi tanto desideroso di ubbidire e farsi guidare, da mettersi al di sotto del suo cane e di leccarlo; la povera bestia tuttavia lo guarda con grande pietà e lo scienziato comprende di aver gettato la sua vita.
Nel frattempo in città si susseguono episodi bislacchi. Una delegazione cinese viene trionfalmente accolta dalla popolazione che, al momento di mettere sull'aereo gli ospiti, li riempie di volantini sulla libertà, addobba l'aereo più di un aquilone e gli affida le proprie speranze (l'aereo viene però abbattuto dalle autorità, quando è fuori vista). Un mendicante, tollerato dall'alto per dare l'esempio a tutti di ciò che non si deve essere, convinto di aver rallegrato i concittadini perché aveva quella forma di amore da donare al prossimo, sconvolto dalla piega degli eventi e pensando di essere inutile ora che la libertà apporterà gioia imperitura a ciascuno, si lascia andare nel fiume e muore. Tre amici, originari di una città non troppo lontana, prendono il treno per far visita ai loro cari di laggiù e portare il messaggio del nuovo corso: resisi conto che la notizia è totalmente ignota nel luogo che hanno raggiunto, sono incarcerati, e seguiti in cella da chi ha effettuato l'arresto, perché il malcapitato dovrà attendere di sapere cosa è accaduto e se non abbia sbagliato.
Intanto Basilio ha trascorso la giornata a discutere sulla libertà, mentre molti concittadini si dedicano a danze e feste. Neppure la morte del mendicante, noto a tutti come Lazzaro, ha interrotto il flusso di gioia che invade e contagia la gente, anzi, la sua pianola è stata portata in trionfo e i ragazzi si alternano a far girare la manovella per ballare. La notte passa poi tranquilla. L'indomani, quando Basilio riceve i giornali, non c'è traccia alcuna di quanto è successo e la gente capisce di essere stata beffata o vittima di un errore. Le autorità si fanno vedere e sono pronte a sparare su eventuali dissidenti. Basilio, disilluso ma non vinto, dà fuoco a tutte le copie del nuovo giornale, poi, asserragliandosi nell'edicola in fiamme, muore gridando il suo ultimo "Evviva" per la libertà.
L'ultima scena del libro si svolge in un carcere, ai margini della città. Nel fatidico 5 ottobre, il direttore del carcere aveva pensato di essere libero di concedere la vita a un condannato a morte. Ottiene solo sguardi di disprezzo dal prigioniero e intanto il giorno passa. L'indomani il direttore capisce che mai è stato libero di sottrarsi al suo dovere di giustiziere, essendo il condannato un dissidente molto accanito. Perciò la sentenza viene eseguita.

## Edizioni
- M. Pomilio, Il nuovo corso, Bompiani, Milano 1959
- M. Pomilio, Il nuovo corso, The new line, translated by Archibald Colquhoun, Harper, New York 1961
- M. Pomilio, Il cimitero cinese, Rizzoli, Milano 1969, (contiene: Il cimitero cinese; L'uccello nella cupola; Il testimone; Il nuovo corso)
- M. Pomilio, Il nuovo corso, edizione per le scuole a cura di Giovanni D'Elia, Rizzoli, Milano 1969
- M. Pomilio, Il nuovo corso, Rusconi, Milano 1979
- M. Pomilio, Il nuovo corso, Istituto Geografico De Agostini, Novara 1982
- M. Pomilio, Il nuovo corso, introduzione di Fulvio Scaglione, A. Mondadori, Milano 1990
- M. Pomilio, Il nuovo corso, a cura e con postfazione di Mirko Volpi, prefazione di Alessandro Zaccuri con una lettera inedita di Mario Pomilio; Hacca, Matelica (MC) 2014